# Sozialschutz-Paket
Das Sozialschutz-Paket, vollständiger Titel: Gesetz für den erleichterten Zugang zu sozialer Sicherung und zum Einsatz und zur Absicherung sozialer Dienstleister aufgrund des Coronavirus SARS-CoV-2 vom 27. März 2020, ist ein Artikelgesetz, mit dem die negativen wirtschaftlichen Auswirkungen der COVID-19-Pandemie in Deutschland für Erwerbstätige, insbesondere für Kleinunternehmer und sogenannte Solo-Selbständige ohne Mitarbeiter, aber auch für soziale Dienste und Einrichtungen durch den erleichterten Zugang zu Sozialleistungen  wie Arbeitslosen-, Kurzarbeiter- oder Insolvenzgeld abgemildert werden sollen.
Es reagiert auf den erheblichen bis vollständigen Ausfall des Geschäftsbetriebs und Einkommenseinbußen infolge der Absage von Messen und Veranstaltungen oder der Einstellung der Leistungen sozialer Dienste sowie der generellen Vermeidung sämtlicher nicht notwendiger Sozialkontakte auch durch und innerhalb von Unternehmen und damit verbundener Folgen.
Es soll einerseits für die Berechtigten ein menschenwürdiges Existenzminimum gewährleisten (Art. 1 Abs. 1 GG in Verbindung mit dem Sozialstaatsprinzip des Art. 20 Abs. 1 GG), andererseits einen kurzfristig erhöhten Bedarf an Arbeitskräften decken.
Neben Änderungen des SGB II, SGB III, SGB IV, SGB VI und SGB XII enthält es auch Änderungen des Bundeskindergeldgesetzes, des Bundesversorgungsgesetzes, des Arbeitszeitgesetzes und des Gesetzes über die Alterssicherung der Landwirte. Die Änderungen betreffen vor allem Vereinfachungen im Verwaltungsverfahren, bei der Einkommensanrechnung und der Bedürftigkeitsprüfung, die Verlängerung von Bewilligungszeiträumen sowie Ausnahmen von der gesetzlich zulässigen täglichen Arbeitszeit.
In Art. 10 enthält es das Sozialdienstleister-Einsatzgesetz.
Zur Finanzierung der zusätzlichen Ausgaben wurde von Bundestag und Bundesrat mit dem Nachtragshaushaltsgesetz 2020 ein Nachtragshaushalt in Milliardenhöhe verabschiedet.

## Sozialschutz-Paket

### Änderungen im SGB II, SGB XII und im Bundesversorgungsgesetz
Nicht aus Beiträgen, sondern steuerfinanzierte Transferleistungen setzen in der Regel voraus, dass der Antragsteller nicht in der Lage ist, aus eigenem Einkommen und Vermögen seinen Lebensunterhalt zu bestreiten oder in besonderen Lebenslagen sich selbst zu helfen, und auch von anderer Seite keine ausreichende Hilfe erhält (§ 9 SGB I). Die Leistungen müssen beantragt werden (§ 18 Satz 2 Nr. 2 SGB X). Die Behörde ist verpflichtet, den Sachverhalt von Amts wegen zu ermitteln (§ 20, § 21 SGB X) und die Anspruchsvoraussetzungen zu prüfen. Ist der Antragsteller nicht hilfebedürftig, werden die Leistungen abgelehnt. Neben dem pauschalierten Regelbedarf werden auch die Kosten der Unterkunft und Heizung nicht in tatsächlicher, sondern nur in „angemessener“ Höhe gewährt.

#### Grundsicherung für Arbeitssuchende (SGB II)
Bei der Entscheidung über einen Anspruch auf Arbeitslosengeld II („Hartz IV“) und Sozialgeld wird für Bewilligungszeiträume, die in der Zeit  vom 1. März bis 30. Juni 2020 beginnen, ein bei dem Antragsteller vorhandenes Vermögen für die Dauer von sechs Monaten ausnahmsweise nicht berücksichtigt, es sei denn, das Vermögen ist „erheblich“ (§ 67 SGB II n.F.). Die bloße Erklärung des Antragstellers, dass sein Vermögen nicht erheblich sei, reicht aus. Weitere Ermittlungen zur Frage der Hilfebedürftigkeit im Sinne des § 9 SGB II stellt das Jobcenter nicht an. Der Antragsteller braucht sein Vermögen also nicht bis auf das gem. § 12 SGB II anrechnungsfreie Schonvermögen für seinen Lebensunterhalt zu verbrauchen.
Kosten der Unterkunft und Heizung (Warmmiete) gelten für die Dauer von sechs Monaten in der tatsächlichen Höhe als angemessener Bedarf, auch wenn diese Kosten beispielsweise oberhalb der Grenzen eines örtlichen Mietspiegels oder der Wohngeldtabelle liegen und die Wohnung eine angemessene Größe überschreitet. Eine Aufforderung des Jobcenters, die Kosten zu senken, beispielsweise durch den Wechsel in eine günstigere Wohnung oder Untervermietung (§ 22 Abs. 1 Satz 3 SGB II), ergeht in dieser Zeit nicht.
Leistungen, deren Bewilligungszeitraum in der Zeit vom 31. März bis 30. August 2020 enden (sog. Bestandsfälle), werden ohne erneuten Antrag von Amts wegen für weitere 12 Monate erbracht. Die gesetzliche Verpflichtung, Änderungen in den Verhältnissen, die für die Leistung erheblich sind, unaufgefordert mitzuteilen (§ 60 SGB I), besteht dagegen fort, ebenso das Recht, zu Unrecht gewährte Leistungen zurückzufordern (§ 45, § 48, § 50 SGB X).

#### Sozialhilfe und Grundsicherung im Alter und bei Erwerbsminderung (SGB XII)
Erhebliche Einkommenseinbußen können auch ältere und zeitlich befristet oder dauerhaft voll erwerbsgeminderte Menschen treffen, die bisher keine Hilfe zum Lebensunterhalt oder  Grundsicherung im Alter und bei Erwerbsminderung bezogen haben. Dies gilt insbesondere im Falle einer gemischten Bedarfsgemeinschaft, wenn das bisher berücksichtigte Einkommen des Hauptverdienenden durch die COVID-19-Pandemie wegfällt.
Die Regelungen zum SGB II über den erleichterten Zugang zu Leistungen werden für Ältere und nicht Erwerbsfähige deshalb in das SGB XII übernommen (§ 141 SGB XII n.F.). Hier bleibt das Vermögen des Hauptverdieners auch oberhalb des Schonvermögens unberücksichtigt, wenn der Antragsteller erklärt, dieses sei nicht „erheblich“. Bedarfe für Unterkunft und Heizung (Warmmiete) werden bei Leistungsberechtigten außerhalb von Einrichtungen abweichend von § 42a Abs. 1 SGB XII für die Dauer von sechs Monaten in tatsächlicher Höhe als angemessen anerkannt. Dies gilt jedoch nicht in den Fällen, in denen bereits im vorangegangenen Bewilligungszeitraum eine Kürzung der tatsächlichen Kosten erfolgt ist, also bei sog. Bestandsfällen (§ 141 Abs. 3 Satz 3 SGB XII n.F.).
Bereits bewilligte Leistungen der Grundsicherung im Alter und bei Erwerbsminderung werden einmalig von Amts wegen für 12 Monate weiterbewilligt, wenn der Bewilligungszeitraum in der Zeit vom 31. März bis 30. August 2020 endet. Dabei werden insgesamt unveränderte Verhältnisse unterstellt. Die Mitteilungspflichten und die Rückforderungen zu Unrecht erbrachter Leistungen (§ 60 SGB I sowie § 45, § 48, § 50 SGB X) gelten wie für das Arbeitslosengeld II unverändert.

#### Bundesversorgungsgesetz
Ergänzende Hilfe zum Lebensunterhalt nach § 27a des Bundesversorgungsgesetzes (BVG) in Verbindung mit dem SGB XII wird Beschädigten und Hinterbliebenen nur bei Hilfebedürftigkeit gewährt. Bei nicht getrennt lebenden Ehegatten oder Lebenspartnern sind auch im sozialen Entschädigungsrecht das Einkommen und Vermögen beider Ehegatten oder Lebenspartner gemeinsam zu berücksichtigen (§ 27a Satz 2 BVG, § 27 Abs. 2 Satz 2 SGB XII). Fällt das Einkommen des Partners wegen der COVID-19-Pandemie weg, werden auch für diesen Personenkreis vorübergehend eine Vermögensfreistellung und die Übernahme der tatsächlichen Kosten der Unterkunft und Heizung entsprechend der Regelung zur Grundsicherung gewährt (§ 88a BVG).

### Änderung im SGB III
§ 421c SGB III in der Fassung von Art. 2 des Sozialschutz-Pakets enthielt bestimmte Sonderregelungen für Entgelt, das während des Bezugs von Kurzarbeitergeld in der Zeit vom 1. April 2020 bis zum 31. Oktober 2020 in einer anderen Beschäftigung in systemrelevanten Branchen und Berufen erzielt wurde.

### Änderung im SGB IV
Abweichend von der Regel über eine kurzfristige Beschäftigung in § 8 Abs. 1 Nr. 2 SGB IV liegt eine solche vom 1. März 2020 bis einschließlich 31. Oktober 2020 auch dann vor, wenn die Beschäftigung auf längstens fünf Monate oder 115 Arbeitstage begrenzt ist (§ 115 SGB IV n.F.). Mit der Verlängerung wird vor allem Problemen bei der Saisonarbeit im Bereich der Landwirtschaft Rechnung getragen.

### Änderung im SGB VI
Die Hinzuverdienstgrenze bei der Altersrente wird für das Kalenderjahr 2020 von 6.300 Euro auf 44.590 Euro erhöht (§ 302 Abs. 8 in Verbindung mit § 34 SGB VI), damit z. B. Pflegekräfte während der COVID-19-Pandemie ohne Kürzung ihrer Rente vorübergehend wieder in Vollzeit arbeiten können.

### Reaktionen
Thomas Voelzke, Vizepräsident des Bundessozialgerichts, bescheinigte dem Gesetzgeber, er habe mit dem Sozialschutz-Paket „nicht gekleckert sondern geklotzt“  und dabei Mitnahmeeffekte und Leistungsmissbrauch bewusst in Kauf genommen.
Von einem „Novum in der deutschen Sozialrechtsgeschichte“ sprach der Sozialrichter Andy Groth. Der Gesetzgeber habe in der Krise gezeigt, was er kann. Die dabei gemachten „kleinere[n] handwerkliche[n] Fehler“ seien wohl unvermeidbar gewesen. Der Verwaltungsjurist Hannes Berger sieht dagegen sowohl für die Sozialverwaltung als auch für die Leistungsempfänger, durch eine Menge unrichtiger Leistungsbescheide, einen hohen Verwaltungsaufwand in der Zukunft. Der Gesetzgeber habe sowohl der Verwaltung als auch den Leistungsempfängern einen Bärendienst erwiesen.
Der Flüchtlingsrat Niedersachsen kritisierte, dass Schutzsuchende, die Leistungen nach dem Asylbewerberleistungsgesetz erhalten, nicht vom Sozialschutz-Paket profitieren.

## Sozialschutz-Paket II
Mit dem Sozialschutz-Paket waren Sofortmaßnahmen ergriffen worden, um den gravierenden negativen Auswirkungen in einem ersten Schritt schnell und wirksam zu begegnen. Die im Rahmen der vom Deutschen Bundestag am 25. März 2020 festgestellten epidemischen Lage von nationaler Tragweite von Bund und den Ländern angeordneten umfangreichen Kontakt- und Reisebeschränkungen hatten erhebliche soziale und wirtschaftliche Folgen und konnten nur schrittweise gelockert werden. Mit dem Sozialschutz-Paket II wurden daher weitere Maßnahmen getroffen, um die wirtschaftlichen und sozialen Härten der Krise so weit wie möglich abzufedern.

## Sozialschutz-Paket III
Mit dem Sozialschutz-Paket III wurde mit Wirkung zum 1. April 2021 unter anderem durch die Gewährung einer Einmalzahlung an Leistungsberechtigte der sozialen Mindestsicherungssysteme in Höhe von einmalig 150 Euro (§ 70 SGB II n.F.; § 144 SGB XII n.F.) ein zusätzlicher finanzieller Handlungsspielraum geschaffen, um etwaige im Zusammenhang mit der COVID19-Pandemie stehende zusätzliche oder erhöhte Ausgaben zu finanzieren.
Nach Ansicht des SG Karlsruhe ist den Gesetzesmaterialien zu § 70 SGB II „in verfassungswidriger Weise nicht ansatzweise zu entnehmen, warum eine Einmalzahlung für den Monat Mai 2021 in Höhe von 150 Euro den Mehrbedarf aufgrund der COVID-19-Epidemie für die Monate Januar 2021 bis Juni 2021 decken sollte.“ Die im Falle der Erbringung als Geldleistung fällige Höhe des Mehrbedarfs an FFP2-Masken schätzt das Gericht auf 34,40 Euro monatlich.